# Xuhui

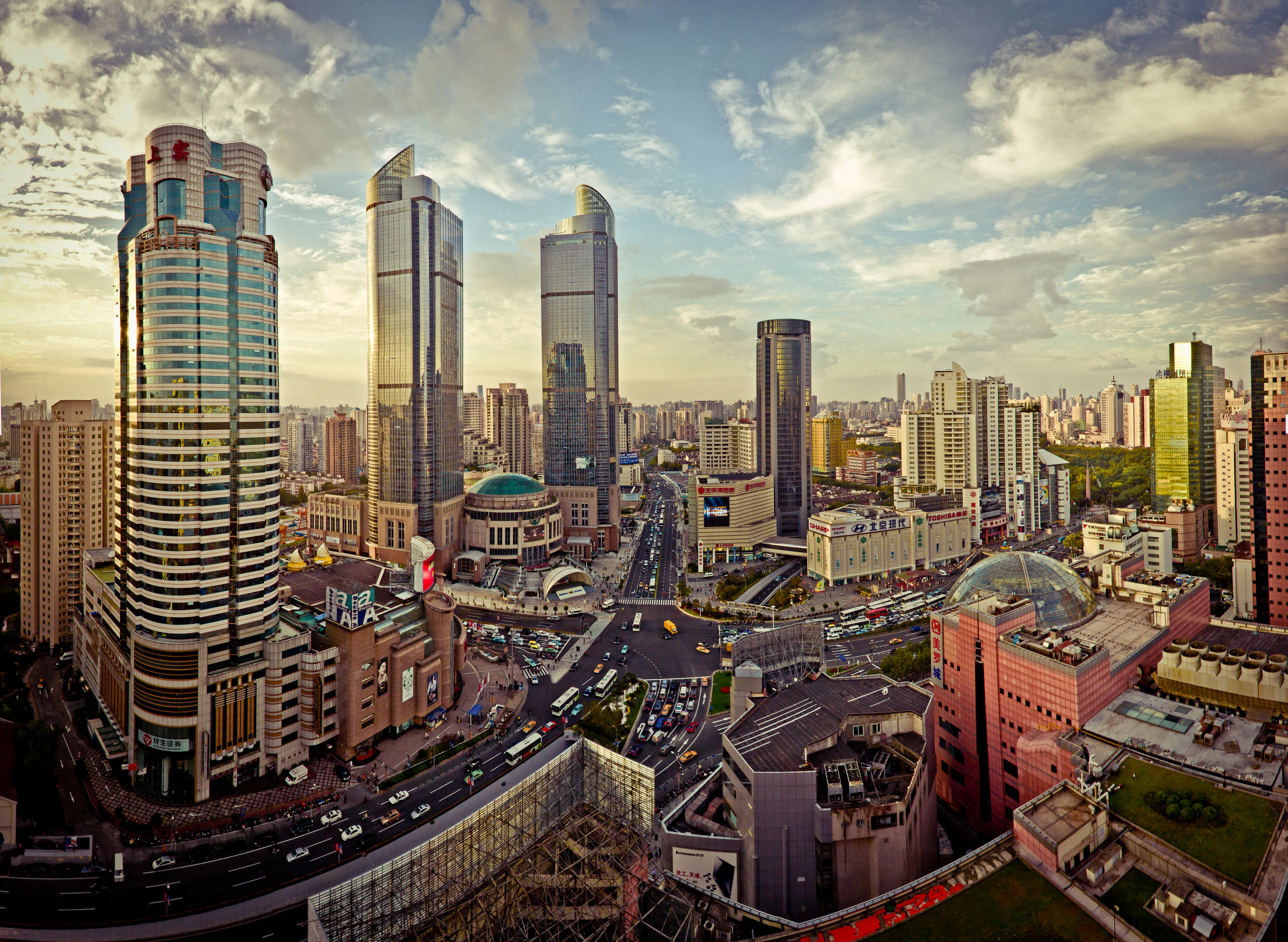
Distrito comercial de Xujiahui

Xuhui é um distrito urbano central de Xangai. Tem uma área de 54,76 km² e uma população de 982.200 habitantes em 2008. O distrito é nomeado em homenagem ao seu homônimo, a área histórica de Xujiahui, que era historicamente uma terra pertencente ao burocrata e cientista da dinastia Xu Guangqi e posteriormente doada à Igreja Católica Romana.